# Vidinți, Iambol
Vidinți (în bulgară Видинци) este un sat în comuna Tundja, regiunea Iambol,  Bulgaria. 

## Demografie
Componența etnică a satului Vidinți
     Bulgari (100%)
     Nicio identificare (0%)
     Altele (0%)
La recensământul din 2011, populația satului Vidinți era de 27 locuitori. Din punct de vedere etnic, toți locuitorii erau bulgari.